# Maria Kliegel
Maria Kliegel (Dillenburg, 14 novembre 1952) è una violoncellista tedesca.

## Biografia
Dopo aver vinto il Gran Prix al Concorso Rostropovich di Parigi nel 1981, ha iniziato una fortunata carriera internazionale esibendosi nelle maggiori sale da concerto d'Europa. Ha realizzato anche molte registrazioni per l'etichetta Naxos che comprendono tutti i concerti del repertorio violoncellistico come quelli di Beethoven, Bloch, Brahms, Bruch, Dohnányi, Dvořák, Elgar, Lalo, Saint-Saëns, Shostakovich, Robert Schumann, John Taverner e Pëtr Il'ič Čajkovskij. Ha registrato musiche da camera di Brahms, Fryderyk Chopin, Demus, Gubajdulina, Kodaly, Felix Mendelssohn e Schubert. Fra le sue incisioni figurano anche l'integrale per violoncello e pianoforte di Beethoven, il concerto per violoncello e orchestra di Haydn e le suite per violoncello solo di Bach.
Durante la registrazione del primo concerto per violoncello e orchestra di Schnittke, il compositore russo avrebbe dichiarato che aveva ascoltato l'interpretazione di riferimento della sua opera.
Maria Kliegel appare regolarmente come ospite solista con le maggiori orchestre e nelle più famose sale da concerto del mondo. Possiede un ampio repertorio: dai grandi capolavori del passato alle composizioni di musicisti moderni. La sua versatilità e l'interesse a esplorare nuovi repertori hanno indotto diversi compositori contemporanei a scrivere musiche per la sua interpretazione. Ha eseguito in prima mondiale Hommage a Nelson di Wilhelm Kaiser-Lindermann, dedicato a Nelson Mandela. A seguito del successo dell'esecuzione, la Kliegel è stata invitata dall'ex Presidente del Sudafrica a un recital privato che prevedeva l'esecuzione dell'opera. Maria Kliegel si cura inoltre di preparare le prossime generazioni di violoncellisti tenendo corsi alla Hochschule für Musik Köln sin dal 1986.
Suona il leggendario violoncello "ex Gendron" realizzato da Antonio Stradivari nel 1693. Per più di 30 anni esso fu posseduto da Maurice Gendron ed è stato messo a sua disposizione dalla Kunststiftung NRW (fondazione per le arti e la cultura della Renania Settentrionale-Vestfalia). Nel novembre 1998, ella è stata nominata membro del Deutscher Musikrat.